# Po&sie
Po&sie est une revue de poésie trimestrielle fondée en 1977 par Michel Deguy et dirigée par lui jusqu'à sa mort le 16 février 2022. Elle est éditée par les éditions Belin (groupe Humensis) et dirigée depuis 2022 par Martin Rueff.

## Histoire
La revue est créée en 1977 par Michel Deguy. Le premier comité de rédaction comprend Jacques Roubaud, Michel Chaillou, Robert Davreu, Alain Duault, Jean-Pierre Iommi, Pierre Oster et Claude Mouchard.

## Contenu éditorial
La revue publie des textes poétiques de différentes époques et origines géographiques. Elle paraît quatre fois par an sous forme de numéros simples ou de numéros doubles thématiques.
Po&sie inclut des traductions de poésie étrangère, généralement accompagnées du texte original. La revue publie également des textes de critique littéraire et de philosophie.

## Numéros thématiques
La revue a consacré plusieurs numéros à des thématiques spécifiques :

### Géographiques
- 1993 : "Chine" (n°65)
- Numéros consacrés à la Corée, au Japon, à l'Italie, à l'Afrique[4]

### Historiques et littéraires
- 1987 : "L'extrême contemporain" (n°41)
- 1987 : "Poètes" (n°43)
- 1989 : "Bicentenaire de 1789" (n°49)
- 1994 : "Poésie yiddish de l'anéantissement" (n°70)[5]

## Activités
En 2002, Michel Deguy organise un colloque sur la poésie à la Bibliothèque nationale de France en lien avec la revue.

## Direction et équipe éditoriale

### Direction
Michel Deguy a dirigé la revue de 1977 à 2022. Depuis sa mort, Martin Rueff assure la direction.

### Comités
Le conseil de rédaction comprend Claude Mouchard, Laurent Jenny, Hédi Kaddour, Guillaume Métayer et Tiphaine Samoyault.
Le comité de rédaction compte Chawki Abdelamir, Guillaume Artous-Bouvet, Gisèle Berkman, Camille Bloomfield, Jean-Patrice Courtois, Li Jinjia, Marielle Macé, Ono Masatsugu, Claire Paulian, Richard Rand, Hans-Michel Speier, Peter Szendy, Nathaniel Tarn, Habib Tengour, Theombogü, Dumitru Tsepeneag.

## Numéro hommage
Après la mort de Michel Deguy, la revue publie en 2022 un numéro spécial (n°181-182) de 400 pages comprenant des contributions sur son œuvre et des textes inédits.

## Diffusion
Les contenus de la revue sont disponibles sur la plateforme Cairn.info. Les archives et sommaires sont consultables sur le site officiel de la revue.